# Montana armeniaca
Montana armeniaca är en insektsart som först beskrevs av Frederick Everard Zeuner 1930.  Montana armeniaca ingår i släktet Montana och familjen vårtbitare. Inga underarter finns listade i Catalogue of Life.